# Lê Văn Tỵ
Lê Văn Tỵ (1904-1964) là một tướng lĩnh Lục quân của Quân đội Quốc gia Việt Nam và Quân đội Việt Nam Cộng hòa, cấp bậc Thống tướng. Ông xuất thân từ trường Thiếu sinh quân và trường Sĩ quan Pháp. Ông đã từng phục vụ trong Quân đội Viễn chinh Pháp tham gia Đệ nhị Thế chiến, sau chuyển sang phục vụ cho Quốc gia Việt Nam thời Quốc trưởng Bảo Đại và Việt Nam Cộng hòa thời Tổng thống Ngô Đình Diệm. Ông là vị Thống tướng đầu tiên và duy nhất của Quân đội Việt Nam Cộng hòa. Ông có 42 năm thâm niên quân vụ kể từ ngày nhập ngũ cho đến khi từ trần.

## Tiểu sử và Binh nghiệp
Ông sinh ngày 17 tháng 5 năm 1904 tại làng Thắng Nhì, Vũng Tàu, miền nam Việt Nam trong một gia đình bình dân. Ông là con cả trong gia đình có 7 anh chị em gồm 4 trai và 3 gái. Trong số 3 người em trai của ông, có hai người là sĩ quan của Quân lực Việt Nam Cộng hòa. Năm 1915, sau khi đậu bằng Tiểu học, ông được thân phụ (nguyên là quân nhân trong Quân đội Pháp) gửi vào học ở trường Thiếu sinh quân Đông Dương tại Thủ Dầu Một. Năm 1922 ra trường với chứng chỉ tốt nghiệp tương đương văn bằng Tú tài bán phần (Part I) của bậc Trung học Phổ thông.

### Quân đội Viễn chinh Pháp
Ngay sau khi tốt nghiệp trường Thiếu sinh quân, ông tình nguyện nhập ngũ vào Quân đội Viễn chinh Pháp tại Việt Nam với cấp bậc Trung sĩ, giữ chức vụ Tiểu đội trưởng thuộc đơn vị bộ binh. Đến giữa năm 1928 ông được cử đi học khóa sĩ quan tại Trung tâm Huấn luyện Quân sự Frejus, Pháp. Sau khi thụ huấn xong phần căn bản quân sự, ông tiếp tục thụ huấn sang phần chuyên môn của ngành Pháo binh. Đầu năm 1930 mãn khóa tốt nghiệp với cấp bậc Chuẩn úy, ra trường phục vụ ở đơn vị Pháo binh của Quân đội Pháp. Mãi đến năm 1933 ông mới về nước, tiếp tục phục vụ trong đơn vị bộ binh của Quân đội Pháp. Đầu năm 1934 ông được thăng cấp Thiếu úy giữ chức vụ Đại đội trưởng bộ binh. Năm 1940 ông được thăng cấp Trung úy tại nhiệm. Thời gian này ông được tham gia Thế chiến 2 ở Châu Âu và Đông Dương
Năm 1945, sau khi Nhật đảo chính Pháp ở Đông Dương vào ngày 9 tháng 3, ông cùng một số quân nhân Pháp theo đơn vị rút về Cà Mau để kháng Nhật. Khi Quân đội Pháp được lệnh đầu hàng, ông về trú ngụ ở quê vợ tại Hương Mỹ, Bến Tre. Năm 1946, sau khi Pháp tái chiếm Nam Kỳ, ông trở lại Sài Gòn, khi ngang qua Tân Trụ (Long An), ông bị Việt Minh bắt giữ và đem xử bắn. Tới giờ hành quyết, ông được giải thoát bởi chính 2 xạ thủ là cựu quân nhân thuộc quyền lúc trước (hai người này về sau hồi chánh và được phục vụ dưới quyền ông cho tới khi ông từ trần). Khi về tới Sài Gòn ông lại bị Pháp kỷ luật và giam giữ. Sau thời gian thọ phạt, ông được tái phục vụ trong Quân đội Liên hiệp Pháp. Cuối năm này ông được thăng cấp Đại úy.

## Quốc gia Việt Nam
Ngày 20 tháng 7 năm 1948 ông được chuyển sang làm Chánh Võ phòng cho Thủ tướng Nguyễn Văn Xuân, Chính phủ Nam Kỳ Việt Nam. Cùng thời điểm này, Trung úy Trần Tử Oai giữ chức vụ Phó Võ phòng, Trung úy Trần Văn Đôn giữ chức vụ Sĩ quan tùy viên trong Phủ Thủ tướng Nam Kỳ. Đầu năm 1949 ông được thăng cấp Thiếu tá, giữ chức vụ Chỉ huy trưởng Trường Vệ binh Nam Việt kiêm Tiểu đoàn trưởng Tiểu đoàn Vệ binh Danh dự.

### Quân đội Quốc gia Việt Nam
Thượng tuần tháng 12 Năm 1950, khi Quốc gia Việt Nam chính thức thành lập quân đội, ông được thăng cấp Trung tá giữ chức vụ Tham mưu trưởng Tham mưu Biệt bộ tại Bộ Quốc phòng và là sĩ quan người Việt có cấp bậc cao nhất ở Quân đội Quốc gia lúc bấy giờ. Đầu tháng 6 năm 1951 ông được cử làm Tổng chỉ huy cuộc duyệt binh đầu tiên của Quân đội Quốc gia tại Sài Gòn nhân ngày "Hưng Quốc khánh niệm" (lễ kỷ niệm lần thứ 149 ngày Chúa Nguyễn Ánh lên ngôi Hoàng đế, niên hiệu Gia Long) dưới sự chứng kiến của Quốc trưởng Bảo Đại. Giữa tháng 6 ông được thăng cấp Đại tá tại nhiệm. Ngày 1 tháng 10 cùng năm, ông chủ tọa buổi lễ mãn khóa 2 Lê Lợi của Trường Võ bị Địa phương Trung Việt tại Huế (còn gọi là Trường Sĩ quan Võ bị Đập Đá), gắn cấp bậc Chuẩn úy và trao kiếm danh dự cho khóa sinh tốt nghiệp Thủ khoa Lê Quang Chính.
Ngày 12 tháng 4 năm 1952, ông được cử giữ chức vụ Tham mưu trưởng Liên quân Quân đội Quốc gia, đồng thời làm Chánh chủ khảo kỳ thi tốt nghiệp khóa 5 Hoàng Diệu của Trường Võ bị Liên quân Đà Lạt. Ngày 1 tháng 7 cùng năm ông được cử giữ chức vụ Tư lệnh đầu tiên Đệ nhất Quân khu Nam Việt, khi lãnh thổ Việt Nam được chia thành 4 Quân khu.
Năm 1954, Ngô Đình Diệm về nước và được Quốc trưởng Bảo Đại bổ nhiệm làm Thủ tướng. Ngày 1 tháng 12 cùng năm ông được thăng cấp Thiếu tướng, nhận lệnh bàn giao chức vụ Tư lệnh Đệ nhất Quân khu Nam Việt cho Đại tá Trần Văn Minh (Lục quân). Cùng ngày, ông được bổ nhiệm giữ chức vụ Tổng Tham mưu trưởng Quân đội Quốc gia Việt Nam thay thế Trung tướng Nguyễn Văn Hinh. Việc này đã làm bùng nổ xung đột tranh giành quyền lực trong quân đội. Ngày 28 tháng 4 năm 1955, Quốc trưởng Bảo Đại từ Cannes gửi điện báo về Sài Gòn cử Thiếu tướng Nguyễn Văn Vỹ làm Tổng Tham mưu trưởng Quân đội Quốc gia và yêu cầu Thủ tướng Ngô Đình Diệm sang Pháp trình bày về tình hình. Tuy nhiên, Thủ tướng Ngô Đình Diệm đã từ chối thực hiện. Cộng với sự ủng hộ của các tướng lĩnh, ông được tín nhiệm lưu chức.

### Quân đội Việt Nam Cộng hòa
Ngày 26 tháng 10 năm 1955, Thủ tướng Ngô Đình Diệm thực hiện cuộc Trưng cầu dân ý, truất phế cựu hoàng Bảo Đại và lên làm Quốc trưởng, ông được thăng cấp Trung tướng tại nhiệm. Sau đó ông có sáng kiến tập hợp các điểm trường Thiếu sinh quân có từ thời thuộc địa Pháp để thành lập một trường Thiếu sinh quân duy nhất được đặt cơ sở tại Vũng Tàu và cử Thiếu tá Phan Như Hiên, cựu Thiếu sinh quân, làm Chỉ huy trưởng đầu tiên. Ngày 8 tháng 12 năm 1956, ông được thăng cấp Đại tướng tại nhiệm. Ngày 27 tháng 7 năm 1959 ông được cử làm Trưởng đoàn, hướng dẫn phái đoàn Việt Nam Cộng hòa công du thăm viếng Tân Gia Ba (Singapore) và Mã Lai (Malaysia).
Đầu tháng 7 năm 1963 ông lâm bệnh ung thư phổi, ngày 27 cuối tháng ông sang Hoa Kỳ để chữa trị. Sau hai tháng điều trị không có kết quả tốt, ông hồi hương dưỡng bệnh tại tư thất ở Vũng Tàu.
Trong thời gian ông điều trị bệnh, Thiếu tướng Trần Thiện Khiêm, Tham mưu trưởng Liên quân, được cử giữ chức vụ Quyền Tổng Tham mưu trưởng. Sau đó, Trung tướng Trần Văn Đôn, Tư lệnh Lục quân, được Tổng thống Ngô Đình Diệm cử giữ chức vụ Quyền Tổng Tham mưu trưởng thay tướng Khiêm. Khi nổ ra cuộc đảo chính đầu tháng 11 năm 1963, lật đổ Tổng thống Diệm và nền Đệ nhất Cộng hòa, tướng Trần Văn Đôn là một trong những tướng lĩnh chủ chốt.
Cuộc đảo chính ngày 1 tháng 11 năm 1963 thành công. Gần 2 tuần sau ngày 12/11 ông được cử làm Cố vấn trong Chính phủ Lâm thời do Nguyễn Ngọc Thơ làm Thủ tướng. Tuy nhiên, do sức khỏe yếu, ông không tham gia vào bất kỳ hoạt động quân sự và chính trị nào nữa. Sau cuộc Chỉnh lý nội bộ của tướng Nguyễn Khánh vào ngày 31 tháng 1 năm 1964, đầu tháng 2, căn bệnh tái phát, ông lại được sang Hoa Kỳ để điều trị bệnh một thời gian ngắn, tuy nhiên bệnh của ông vẫn không thuyên giảm nên trở về Sài Gòn tiếp tục dưỡng bệnh.
Để tưởng thưởng công lao phục vụ quân đội của ông, ngày 21 tháng 7 năm 1964, ông được thăng cấp Thống tướng. (vừa được đặt ra) và được trao tặng Đệ nhất đẳng Bảo quốc Huân chương. Ông trở thành sĩ quan đầu tiên và duy nhất được phong cấp bậc cao nhất của Quân đội Việt Nam Cộng hòa. Lễ phong cấp được tổ chức tại tư gia số 37 Cường Để, Sài Gòn do Trung tướng Nguyễn Khánh, Chủ tịch Hội đồng Quân nhân Cách mạng chủ trì.
Ngày 20 tháng 10 năm 1964 ông từ trần tại Sài Gòn, hưởng thọ 60 tuổi (trong khi thân mẫu của ông vẫn còn sống và đã 83 tuổi). Lễ tang của ông được cử hành trọng thể theo nghi thức Quốc gia. Hiện diện trong tang lễ của ông có các vị tướng lãnh và quan chức đang giữ những chức vụ quan trọng: Trung tướng Dương Văn Minh, Chủ tịch Ủy ban Lãnh đạo lâm thời Quốc gia và Quân đội, Trung tướng Nguyễn Khánh, Chủ tịch Hội đồng Quân nhân Cách mạng kiêm Thủ tướng Chính phủ, Kỹ sư Phan Khắc Sửu, Chủ tịch Thượng Hội đồng Quốc gia và các thành viên trong Thượng Hội đồng Quốc gia. Ngoài ra còn có Ngoại giao đoàn cùng các Tùy viên quân sự của các Sứ quán, các tướng lãnh trong Quân đội Việt Nam Cộng hòa, đại diện các đoàn thể dân chúng. Ngoài ra còn có sự hiện diện của ông Maxwell Taylor, Đại sứ Hoa Kỳ, ông Etherington Smith, Đại sứ Anh quốc và Đại tướng Richard Stilwell của Quân lực Hoa Kỳ.
Thi hài ông được đặt trên một chiếc Thiết vận xa M-113 di chuyển theo Đại lộ Cường Để, qua đường Thống Nhất rồi đường Mạc Đĩnh Chi và đến Nghĩa trang Đô thành Sài Gòn (Nghĩa trang Mạc Đĩnh Chi). Sau đó, thi hài ông được an nghỉ tại đây.
Sau 30 tháng 4 năm 1975, Nghĩa trang Mạc Đĩnh Chi bị giải tỏa. Hài cốt của ông được hỏa táng và đem về thờ tại chùa Đại Giác ở đường Công Lý, Sài Gòn. Năm 1988 di cốt về Vũng Tàu thờ ở nhà con trai Lê Anh Tuấn. Sau đó con trai ông đem di cốt rải xuống biển.

## Huy chương & Quân hàm
- Huy chương Việt Nam Cộng hòa:
- Bảo quốc Huân chương đệ Nhất đẳng (ân thưởng)
- Nhiều huy chương quân sự và dân sự khác
- Huy chương ngoại quốc:
- Bắc Đẩu Bội tinh đệ Tứ đẳng (Pháp)[11]
- Chiến công Bội tinh với nhành dương liễu (Pháp)
- Danh dự Bội tinh đệ Nhị đẳng (Hoa Kỳ)[12]
- Bắc Đẩu Bội tinh đệ Nhất đẳng (Philippines)[13]

## Gia đình
- Thống tướng Lê Văn Tỵ có năm người con gồm 1 trai, 4 gái:[14].

1. Lê Thị Thu Phượng (đã mất ở VN)
2. Lê Thị Thu Hồng (Phu quân: Ông Nguyễn Tất Huệ nguyên là Trung tá phục vụ ngành Quân cụ Việt Nam Cộng hòa. Hiện đang định cư tại Anh)
3. Lê Thị Thu Cúc (hiện đang định cư tại Anh)
4. Lê Anh Tuấn (nguyên là Đại úy phục vụ trong Binh chủng Nhảy dù của Việt Nam Cộng hòa, cải tạo 13 năm. Xuất cảnh theo diện H.O do Chính phủ Hoa Kỳ bảo lãnh. Hiện đang định cư ở Hoa Kỳ)
5. Lê Thị phương Mai

## Xem thêm

Lục quân
Không quân
Hải quân